# Jacques Rogozinski
Jacques Rogozinski Schtulman (París, 8 de octubre de 1950)  es un economista, periodista, escritor y funcionario mexicano.
Fue director general de Nacional Financiera (2013-2018) y anterior presidente del Consejo Directivo de la Asociación Latinoamericana de Instituciones Financieras para el Desarrollo (ALIDE). Durante la administración del presidente Carlos Salinas de Gortari, jugó un papel clave en el proceso de privatización de empresas públicas al frente de la Oficina de Desincorporaciones de la Secretaría de Hacienda y Crédito Público, la cual se encargó de coordinar la desincorporación del sector industrial, entre ellos, aerolíneas, puertos, mineras y Teléfonos de México (Telmex).
Es articulista en los diarios mexicanos Milenio y El Financiero.[cita requerida]

## Biografía
Nació en París, Francia, el 8 de octubre de 1950. Llegó a México a los 10 meses de edad como hijo de refugiados de la Segunda Guerra Mundial con un laissez-passer de Naciones Unidas, el mismo status de sus padres. Sus padres son de ascendencia polaca, sobrevivientes de campos de concentración nazi durante el holocausto en la Segunda Guerra Mundial, emigraron a México cuando tenía 10 meses de edad y obtiene la nacionalidad mexicana por medio del proceso de naturalización a los 31 años . La única nacionalidad que ha tenido ha sido la nacionalidad mexicana, debido a que en Francia no se otorga la nacionalidad por nacimiento.  
Es licenciado en Administración de Empresas por el Instituto Tecnológico Autónomo de México (1974), maestro y doctor en Economía por la Universidad de Colorado.

## Trayectoria
Inició su carrera en la administración pública mexicana en 1979, ha desempeñado diversos cargos en el ámbito de economía y finanzas, entre ellos: 
- Instituto para el Depósito de Valores, Director de Administración y Seguimiento. (1979-1982)
- Lotería Nacional, Coordinador General de Administración y Sistemas, responsable de la modernización de la lotería nacional. (1982-1988)
- Secretaría de Programación y Presupuesto, asesor del secretario (1988)
- Secretaría de Hacienda y Crédito Público, jefe de la Unidad de Desincorporación (1989 - 1992)
- Director general del Banco Nacional de Obras y Servicios Públicos (Banobras) (1993-1994)[2]
- Director general del Fideicomiso Fomento Nacional para el Desarrollo del Turismo (Fonatur) (1994-1995)
- Nacional Financiera, director general de 2013 a 2018.

Durante su gestión como director general de Nafin, se lanzó el primer Bono Verde y Bono Social emitido en Latinoamérica en pesos mexicanos en el mercado de deuda, en la Bolsa Mexicana de Valores sobre la base de los estándares de  Green Bond Principles Archivado el 22 de noviembre de 2017 en Wayback Machine. y Climate Bonds y los Principios de Bonos Sociales (Social Bond Principles Archivado el 1 de agosto de 2017 en Wayback Machine.) 2017 de International Capital Market Association. 
En el ámbito internacional, estuvo más de 15 años (1996 – 2012) en el Banco Interamericano de Desarrollo y la Corporación Interamericana de Inversiones, ejerciendo los siguientes cargos: 
- Asesor en Asuntos para el Sector Privado, Banco Interamericano de Desarrollo, (1996-1999)
- Gerente General Adjunto de la Corporación Interamericana de Inversiones (1999)
- Gerente General de la Corporación Interamericana de Inversiones (2000-2012)

Es particularmente relevante que, durante su gestión como Gerente General de la Corporación Interamericana de Inversiones, se anticipó a la crisis financiera de los Bonos de titulización de activos en 2008 en Estados Unidos, eliminándolos del portafolio de valores de la Corporación por lo cual, en el momento de la crisis, la Corporación no registro ninguna pérdida.  Sin embargo, en este mismo período el Banco Interamericano de Desarrollo registro unas pérdidas superiores a 1900 millones de dólares.

## Publicaciones
- Rogozinski, Jacques; Glover, Fred (1980). Resort Development: A Network-Related Model for Optimizing Sites And Visits. Univ Colorado Business Research Div.
- Rogozinski, Jacques (1997). La privatización en México: razones e impactos (1. ed. edición). México, D.F.: Trillas. ISBN 9789682455513.
- Rogozinski, Jacques (1998).  High Price for Change: Privatization in Mexico. Washington, D.C.: ISBN 9781886938434
- Rogozinsnki, Jacques (2012). Mitos y mentadas de la economía mexicana. Por que crece poco un país hecho a la medida del paladar norteamericano. México, D.F.:  ISBN 9786073111539
- Rogozinski, Jacques (2019). Y ahora pa´ dónde. Reflexiones sobre cultura y desarrollo en un mundo cambiante. México, D.F  ISBN 9786073175463

## Reconocimientos
- Nombrado Global Leader of Tomorrow por el Foro Económico Mundial, 1993
- Galardonado con la Priyadarshini Academy Indian Award 2012